# Не чекај на мај
Не чекај на мај је југословенски и словеначки филм први пут приказан 1. јула 1957. године. Режирао га је Франтишек Чап који је написао и сценарио.

## Улоге
| Глумац            | Улога                |
| ----------------- | -------------------- |
| Метка Габријелчич | Весна                |
| Стане Север       | Проф. Слапар Козинус |
| Елвира Краљ       | Тета Ана             |
| Франек Трефалт    | Само                 |
| Метка Бучар       | Госпођа Коцјан       |
| Јанез Чук         | Санди                |
| Олга Беђанич      | Хипербола            |
| Јуре Фурлан       | Криштоф              |
| Метка Оцвирк      | Зора                 |
| Бреда Дулар       | Бреда                |
| Аленка Светел     | Инструкторка         |
| Беси Коларац      | Мара                 |

Остале улоге  ▼
| Глумац          | Улога      |
| --------------- | ---------- |
| Миха Балох      | Студент    |
| Фране Милчински | Професор   |
| Борис Краљ      | Стрбајс    |
| Милан Косак     | Диригент   |
| Јуриј Соучек    | Џони       |
| Вера Мурко      | Натакарица |
| Мила Качић      |            |
| Раде Марковић   |            |

Комплетна филмска екипа  ▼
| Редитељ                   | Франтишек Чап         |                                        |
| Сценариста                | Франтишек Чап         |                                        |
| Композитор                | Борут Лесјак          |                                        |
| Директор фотографије      | Јанез Калишник        |                                        |
| Монтажер                  | Клеопатра Харисијадес |                                        |
| Сценограф                 | Нико Матул            |                                        |
| Костимограф               | Мира Рајц             |                                        |
| Одсек за шминку           | Берта Меглич          | шминкерка                              |
| Менаџер продукције        | Младен Козина         | директор филма                         |
| Менаџер продукције        | Франц Маролт          | вођа снимања                           |
| Менаџер продукције        | Мик Павловић          | вођа снимања                           |
| Помоћник режије           | Славица Гартнер       | помоћник редитеља (као Славка Гартнер) |
| Помоћник режије           | Неда Мал              | помоћник редитеља                      |
| Помоћник режије           | Јожеф Тиран           | помоћник редитеља                      |
| Одсек за звук             | Марјан Меглич         | тон мајстор                            |
| Одсек за камеру и расвету | Јанез Белец           | пратилац камере                        |
| Одсек за камеру и расвету | Божо Штајер           | фотограф                               |
| Одсек за камеру и расвету | Жарко Тушар           | пратилац камере                        |
| Музички одсек             | Борут Лесјак          | диригент                               |
| Остала екипа              | Фране Милчински       | лектор                                 |